# Werner Angress

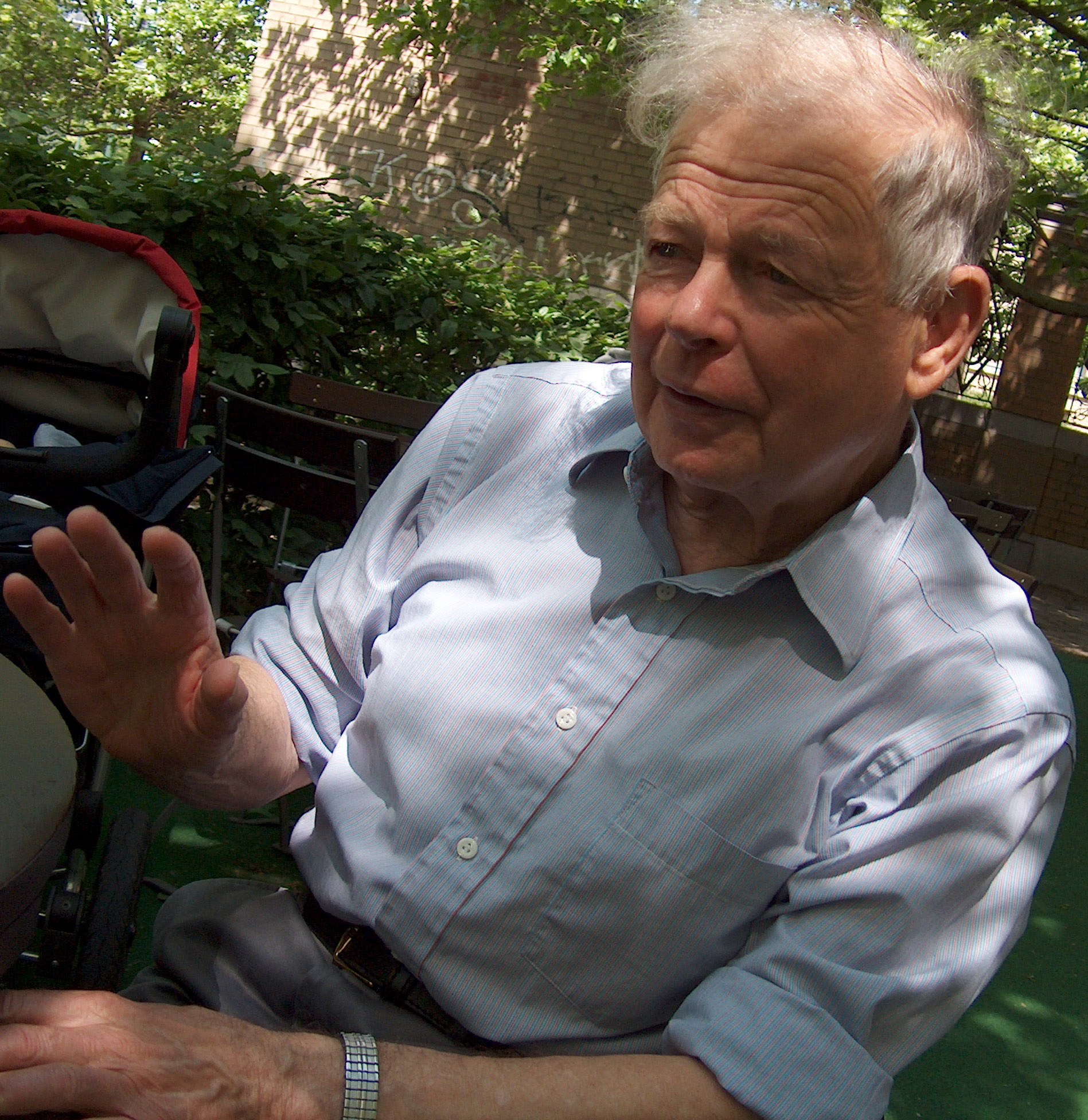
Tom Angress (2004)

Werner Thomas „Tom“ Angress (geboren 27. Juni 1920 in Berlin-Westend; gestorben 5. Juli 2010 in Berlin) war ein deutsch-amerikanischer Professor für Deutsche Geschichte. Als Ritchie Boy nahm er 1944/45 an der alliierten Befreiung Europas vom Deutschen Reich teil.

## Leben
Werner Angress wurde in einer jüdische Familie in Berlin geboren, wo er das Realgymnasium Lichterfelde besuchte und Mitglied des jüdischen Jugendbundes Schwarzes Fähnlein war. Angesichts des zunehmend zur Staatsdoktrin erhobenen Antisemitismus unter den Nationalsozialisten, aufgrund dessen Angress 1933 auf eine jüdische Schule gewechselt war, floh die Familie 1937 in die Niederlande. 1939 beschloss die Familie, in die USA auszuwandern. Zuvor hatte er sich noch auf dem Lehrgut Groß Breesen bei Breslau zum Landarbeiter ausbilden lassen, um auf einem ausländischen Arbeitsmarkt bestehen zu können. Da die gemeinsame Flucht die finanziellen Möglichkeiten überstiegen hätte, wurde Werner Angress als junger, leistungsfähiger Mann dazu bestimmt, die Emigration der Familie, also der Eltern und seiner jüngeren Brüder, vorzubereiten.
Nach zwei Jahren Tätigkeit als Apfelpflücker trat Angress 1941 zusammen mit einem ehemaligen Schulfreund in die US-Armee ein, weil er sein Englisch verbessern wollte. Zwei Jahre später erkannte die Army of the United States das Potenzial ihrer deutschsprachigen Mitglieder und gründete eine Einheit, die gefangene Wehrmachtssoldaten und Mitglieder der Waffen-SS verhörte. Diese Einheit setzte sich überwiegend aus jüdischen Flüchtlingen und Einwanderern zusammen. Ihr späterer Spitzname „Ritchie Boys“ bezog sich auf ihre Ausbildungsstätte Camp Ritchie in Maryland. Angress selbst durchlief den Lehrgang von August 1943 bis Januar 1944.
Angress nahm als kurzfristig abkommandiertes Mitglied der 82. US-Luftlandedivision am 6. Juni 1944 an der Landung westalliierter Truppen in der Normandie teil und wurde von deutschen Soldaten gefangen genommen. Die Religionskennzeichnung auf seiner Erkennungsmarke zeigte statt einem „J“ (für „Jewish“) ein „P“ (für „Protestant“), da er wusste, was für eine Gefahr jüdische Religionszugehörigkeit bei Gefangennahme bedeuten würde. Seine Gefangenschaft währte angesichts des Scheiterns des deutschen Vorstoßes nur kurze Zeit. Im Mai 1945 war Angress an der Befreiung des KZ Wöbbelin beteiligt, das als Ziellager des Todesmarschs aus Sachsenhausen diente. In dieser Zeit erfuhr er auch vom Tod seines Vaters in Auschwitz, dessen Versteck in Amsterdam entdeckt worden war.
Angesichts der Zerstörung, die in Europa vorherrschte, und der ambivalenten Gefühle zu seiner Heimat verspürte Angress zunächst keinen Wunsch, nach Deutschland zurückzukehren. Er studierte und promovierte als Historiker in den Vereinigten Staaten, wo er an den Universitäten Berkeley und New York dozierte. Immer häufiger begann er, Deutschland zu besuchen. 1988 zog er nach Berlin zurück. Im Jahre 2004 interviewte Christian Bauer Angress für seine Dokumentation „Die Ritchie Boys“.
Auf der Grundlage seiner Verhöre junger Angehöriger der Waffen-SS in einem Kriegsgefangenen-Durchgangslager bei Ludwigslust nach Ende des Zweiten Weltkrieges nahm Angress Günter Grass während der Debatte um dessen verschwiegene Dienstzeit bei der Waffen-SS und ihrer Bekanntmachung in dessen Roman „Beim Häuten der Zwiebel“ in Schutz. Er habe vor allem „verführte Mitläufer“ verhört, „[h]albe Kinder […], dazu bestimmt, in den letzten Kriegstagen verheizt zu werden.“
Angress ist einer der siebzehn Protagonisten des Buches Zerrissene Leben. Das Jahrhundert unserer Mütter und Väter (2018) von Konrad Jarausch.

## Familie
In den 1950er Jahren war Angress mit der Schriftstellerin Ruth Klüger verheiratet, mit der er zwei Söhne hatte.

## Veröffentlichungen (Auswahl)
- Auswandererlehrgut Groß Breesen, in: Year Book of the Leo Baeck Institute 10. 1965, S. 168–187.
- Die Kampfzeit der KPD 1921–1923. Droste, Düsseldorf 1984, ISBN 3-7700-0278-4.
- Generation zwischen Furcht und Hoffnung. Jüdische Jugend im Dritten Reich. Christians, Hamburg 1985, ISBN 3-7672-0886-5 (Hamburger Beiträge zur Sozial- und Zeitgeschichte. Beiheft 2) (mit weiterer Forschungsliteratur und umfangreichem Dokumentenanhang).
- Generation zwischen Furcht und Hoffnung. Jüdische Jugend im Dritten Reich. 2. Auflage. Christians, Hamburg 1989, ISBN 3-7672-0886-5.
- Rückkehr aus der Emigration: Leben in Deutschland. In: Wolfgang Benz (Hrsg.): Zwischen Philosemitismus und Antisemitismus: Juden in der Bundesrepublik (Reihe: Dokumente, Texte, Materialien des Zentrums für Antisemitismusforschung der TU Berlin). Metropol Verlag, Berlin 1991, S. 87–98.
- Immer etwas abseits. Jugenderinnerungen eines jüdischen Berliners 1920–1945. Hentrich, Berlin 2005, ISBN 3-89468-271-X.
- Flucht und Rückkehr Erinnerungen eines jüdischen Berliners 1920–1945. Norbert Kampe, Kai-Alexander Moslé (Hrsg.), Hentrich & Hentrich Verlag, Berlin 2022, ISBN 978-3-95565-522-8